# 佐藤勇助
佐藤 勇助（さとう ゆうすけ、1891年（明治24年）2月25日 - 1970年（昭和45年）9月21日）は、大日本帝国陸軍軍人。最終階級は陸軍主計中将。

## 経歴
1891年（明治24年）に東京府で生まれた。陸軍経理学校第6期主計候補生として1912年（明治45年）5月18日に卒業した。1936年（昭和11年）8月1日に陸軍一等主計正進級と同時に宇品陸軍糧秣支廠長に着任。1938年（昭和13年）6月に第1飛行集団経理部長に転じ、1939年（昭和14年）9月に第13軍経理部長に就任して日中戦争に出動した。
1940年（昭和15年）3月に陸軍主計少将に進級し、1941年（昭和16年）に北支那野戦貨物廠長に就任した。1942年（昭和17年）7月に第1方面軍経理部長（関東軍）に転じ、1944年（昭和19年）2月1日に中部軍経理部長に就任し、3月1日に陸軍主計中将に進級。1945年（昭和20年）1月29日に中部軍管区経理部長兼第15方面軍経理部長に就任し、終戦時は大阪に位置した。終戦後の11月30日に予備役に編入された。
1947年（昭和22年）11月28日、公職追放仮指定を受けた。